# Skellig (romanzo)
(David Almond, Skellig, nella traduzione di P. A. Livorati)
Skellig è il romanzo d'esordio di David Almond, edito per la prima volta in Inghilterra nel 1998.
Nel 2011 è stato pubblicato in Italia il prequel La storia di Mina (My name is Mina, 2010).

## Trama
L'opera, ambientata ai giorni nostri in una città del nord dell'Inghilterra, è narrata in prima persona dal protagonista Michael, un ragazzino alle prese con il dramma di una sorellina nata prematura e in pericolo di vita...
I genitori di Michael decidono di trasferirsi in una nuova casa, abitata in precedenza da un anziano che vi era deceduto all'interno. Il padre di Michael cerca di ristrutturare l'abitazione, ma non vuole riparare il garage, troppo vecchio e pericolante. Nel frattempo, la madre di Michael trascorre gran parte delle giornate all'ospedale per prendersi cura della figlia nata prematura. Un giorno Michael decide di curiosare nel garage e al suo interno, nascosto tra gli scatoloni, trova una strana creatura dall'aspetto umano: il suo nome è Skellig. Michael decide di prendersi cura di Skellig, portandogli tutto ciò che chiede (in particolare cibo cinese, birra e aspirine). Quella notte Michael non riesce a chiudere occhio e fa un sogno in cui vede Skellig uscire dal garage e attraversare la giungla (è così che sua mamma chiama il giardino di casa) per arrivare nella porta della sua camera. Inizialmente Michael non sa se quell'essere sia reale o un semplice frutto della sua immaginazione, così decide di mostrarlo a Mina, la sua nuova vicina di casa, amante della natura e delle poesie di William Blake. Michael e Mina, col tempo, conquistano la fiducia di Skellig e lo nascondono in una vecchia casa abbandonata, lasciata in eredità a Mina, non lontana da dove vivono. Grazie alle loro cure, lo strano essere recupera sempre più le forze, acquistando l'aspetto di un giovane uomo con una caratteristica alquanto singolare: due grandi ali che gli spuntano dalle scapole. Skellig poi li informa che presto li dovrà lasciare, anche se non rivela loro quale sarà la sua destinazione. Intanto le condizioni di salute della sorellina di Michael peggiorano, e deve essere sottoposta a un delicato intervento al cuore. La notte prima dell'operazione, la madre di Michael sogna che un angelo sia entrato nella sua stanza d'ospedale e abbia preso in braccio la figlia. Il giorno successivo, l'intervento chirurgico riesce alla perfezione e la bambina (che verrà chiamata Joy) è finalmente fuori pericolo. Skellig, come aveva preannunciato, sparisce. Michael, per sua fortuna, vede finalmente tutta la famiglia riunita nella nuova casa.

## Riferimenti religiosi, scientifici e culturali
Almond è deliberatamente ambiguo nella definizione dell'esatta natura di Skellig: il lettore è portato a pensare che quell'essere sia in effetti un angelo, ma il suo modo di agire e comportarsi è apertamente in contrasto con l'immaginario collettivo relativo alle creature angeliche. Ad ogni modo, il testo è pieno di riferimenti religiosi (che riflettono l'educazione cattolica di Almond), messi in contrapposizione con tematiche legate alla scienza, in particolare la teoria evoluzionistica (nel corso della storia, Michael si convince che le scapole siano le vestigia di antiche ali, che dimostrerebbe la diretta discendenza degli esseri umani dagli angeli). 
I nomi "Skellig" e "Michael" derivano probabilmente dall'isola di Skellig Michael, facente parte della Contea di Kerry, in Irlanda. "Michael" (Michele, in italiano) è anche il nome di un arcangelo. Mina è invece il diminutivo di Wilhemina, la forma femminile del nome "William" (i genitori di Mina sono grandi estimatori del poeta William Blake).
È stato notato come il romanzo di Almond abbia molti punti in comune con il racconto di Gabriel García Márquez intitolato "Un uomo anziano con ali enormi". Nonostante Almond stesso abbia ammesso l'influenza dello scritto di García Márquez nella stesura di Skellig, esistono delle differenze tra queste due opere: in particolare, Michael e Mina accettano e proteggono Skellig, mentre gli adulti protagonisti del racconto di García Márquez sono mentalmente chiusi e crudeli.

## Adattamenti
Il romanzo è diventato una pièce teatrale nel 2003 per mano del regista Trevor Nunn.
Nel 2008, lo stesso Almond, con le musiche del compositore Tod Machover, ha trasposto il suo scritto in un'opera andata in scena nell'avveniristico teatro Sage di Gateshead, in Inghilterra.
L'emittente televisiva Sky 1 ha prodotto l'adattamento del romanzo in un film per la tv andato in onda il 12 aprile 2009. Il ruolo di Skellig è stato interpretato da Tim Roth. 

## Edizioni
- David Almond, Skellig, traduzione di Paolo Antonio Livorati, I ed., Salani, 2009,  p. 151, ISBN 978-88-6256-042-9.